# Lijst van Antrodiaetidae
De lijst van Antrodiaetidae bevat alle wetenschappelijk beschreven soorten spinnen uit de familie van Antrodiaetidae.

## Aliatypus
Aliatypus Smith, 1908
- Aliatypus aquilonius Coyle, 1974
- Aliatypus californicus (Banks, 1896)
- Aliatypus erebus Coyle, 1974
- Aliatypus gnomus Coyle, 1974
- Aliatypus gulosus Coyle, 1974
- Aliatypus isolatus Coyle, 1974
- Aliatypus janus Coyle, 1974
- Aliatypus plutonis Coyle, 1974
- Aliatypus thompsoni Coyle, 1974
- Aliatypus torridus Coyle, 1974
- Aliatypus trophonius Coyle, 1974

## Antrodiaetus
Antrodiaetus Ausserer, 1871
- Antrodiaetus apachecus Coyle, 1971
- Antrodiaetus ashlandensis Cokendolpher, Peck & Niwa, 2005
- Antrodiaetus cerberus Coyle, 1971
- Antrodiaetus coylei Cokendolpher, Peck & Niwa, 2005
- Antrodiaetus effeminatus Cokendolpher, Peck & Niwa, 2005
- Antrodiaetus gertschi (Coyle, 1968)
- Antrodiaetus hadros (Coyle, 1968)
- Antrodiaetus hageni (Chamberlin, 1917)
- Antrodiaetus lincolnianus (Worley, 1928)
- Antrodiaetus metapacificus Cokendolpher, Peck & Niwa, 2005
- Antrodiaetus microunicolor Hendrixson & Bond, 2005
- Antrodiaetus montanus (Chamberlin & Ivie, 1935)
- Antrodiaetus occultus Coyle, 1971
- Antrodiaetus pacificus (Simon, 1884)
- Antrodiaetus pugnax (Chamberlin, 1917)
- Antrodiaetus riversi (O. P.-Cambridge, 1883)
- Antrodiaetus robustus (Simon, 1891)
- Antrodiaetus roretzi (L. Koch, 1878)
- Antrodiaetus stygius Coyle, 1971
- Antrodiaetus unicolor (Hentz, 1842)
- Antrodiaetus yesoensis (Uyemura, 1942)